# Борисенков, Владимир Григорьевич
Владимир Георгиевич Борисенков — советский деятель правопорядка, генерал-лейтенант внутренней службы.

## Биография
Родился в 1925 году в Ярцеве. Член КПСС.
Участник Великой Отечественной войны: командир взвода управления 8-й батареи 2-го дивизиона 175-й ЛАБР прорыва РГК
В 1946—1975 гг. — военный прокурор в ГСОВГ, работник юстиции и правопорядка в органах советской власти.
В 1975—1984 гг. — заместитель начальника Главного управления охраны общественного порядка Министерства внутренних дел СССР.
В 1984—1986 гг. — начальник Главного управления внутренних дел Московского горисполкома.
Делегат XXVII съезда КПСС.
Умер в 2003 году в Москве.

## Награды
- Орден Отечественной войны I степени (1985)
- Орден Трудового Красного Знамени (1985)
- Орден Красной Звезды (1945)
- Орден Дружбы народов (1980)